# La Jeune Morte
Pour les articles homonymes, voir La Jeune Morte (homonymie).
Ne doit pas être confondu avec Maigret et la Jeune Morte.
Pour plus de détails, voir Fiche technique et Distribution.
La Jeune Morte est un film français réalisé par Claude Faraldo et Roger Pigaut, sorti en 1965. L'action se situe en Sicile, elle est tournée au Portugal.

## Synopsis
Un homme qui sort de prison tente de comprendre pourquoi sa jeune fiancée est morte.

## Fiche technique
- Titre français : La Jeune Morte
- Réalisation : Claude Faraldo et Roger Pigaut
- Scénario : Claude Faraldo
- Photographie : Jean Penzer
- Musique : Carl Orff
- Montage : Ginette Boudet
- Pays d'origine :  France
- Format : noir et blanc
- Genre : drame
- Durée : 84 minutes
- Date de sortie : 1965

## Distribution
- Jean-Claude Rolland : Claudio
- Françoise Fabian : la belle-sœur
- Muni : la mère
- Ivo Garrani : le père
- Huguette Hue : la fiancée
- Guy Naigeon : le père

## Faraldo surLa Jeune Morte
« J'étais chauffeur livreur chez Nicolas avec Reiser. J'ai écrit un scénario, on m'a proposé de le faire, et voilà ! C'était La Jeune Morte, en 1965, qu'on a pu voir en Hongrie, en Tchécoslovaquie, mais qui n'est pas sorti en France. J'ai eu trois décès sur ce film, la scripte, la monteuse et Jean-Claude Rolland, qui était l'acteur principal. Je n'étais pas assez pro pour passer au-dessus de tout cela et je ne voulais plus en entendre parler. J'ai cru que le cinéma était fini pour moi. Après, j'ai fait une pièce de théâtre en 1969, Doux mais troglodytes. Il s'est passé un truc avec la pièce et j'ai écrit Themroc. »

— Claude Faraldo, Entretien avec Jean Roy